# Natanleod
Natanleod fue rey de los britanos, de acuerdo con la Crónica anglosajona. Algunos historiadores opinan que su figura es mítica y que en realidad nunca existió. Su inclusión en las Crónicas sería producto de leyendas populares.
En el año 508, Cerdic de Wessex y su hijo Cynric de Wessex mataron a un rey britano llamado Natanleod y cinco mil hombres de su ejército. En honor de este rey que defendió su tierra con fiereza, Cerdic bautizó su fuerte como Natanleaga. Este fuerte estaría situado en lo que hoy es Charford en Hampshire, Inglaterra.
Durante los siglos XVIII y XIX Natanleod fue identificado con Ambrosio Aureliano. Edward Gibbon, en Historia de la decadencia y caída del Imperio romano, se refiere a esta identificación como una conjetura histórica. Aunque su nombre no fuera Natanleod, lo real es que hubo un rey de origen romano británico que luchó contra los invasores sajones intentando mantener la parte del Imperio romano que frágilmente pervivía en Britania.